# Бель-Кыштак
Бель-Кыштак (кирг. Бел-Кыштак) — село в Кара-Сууском районе Ошской области Кыргызстана. Входит в состав Кызыл-Кыштакского айылного аймака.

## География
Село расположено в северо-западной части области, вблизи государственной границы с Узбекистаном, на расстоянии приблизительно 21 километра (по прямой) к юго-западу от города Кара-Суу, административного центра района.

## Население
Согласно оценочным данным Национального статистического комитета Кыргызской Республики, численность населения села на начало 2023 года составляла 2254 человека.
| год     | 2009 | 2014 | 2015 | 2020 | 2021 | 2023 |
| ------- | ---- | ---- | ---- | ---- | ---- | ---- |
| человек | 1608 | 1787 | 1881 | 2121 | 2144 | 2254 |